# Десна-2
«Десна́-2» — український футбольний клуб із міста Чернігова, фарм-клуб «Десни». У сезоні 2008/09 виступав у Другій лізі.

## Історія
2008 року «Десна-2» виступала в аматорському чемпіонаті України, де посіла останнє 5-те місце у своїй групі. У сезоні 2008/09 команда стартувала в Другій лізі чемпіонату України, але вже після 15-го туру знялася зі змагань. Результати її матчів були анульовані (на той момент у команди були 2 перемоги, 1 нічия та 12 поразок).
2016 року «Десну-2» було відроджено. Головним тренером призначено Сергія Бакуна. Навесні 2016 року команда взяла участь у Кубку Чернігівської Прем'єр-ліги. У 1/4 фіналу з рахунком 3:0 «Десна-2» обіграла «Славутич», а у півфіналі програла команді ЮСБ-2 (1:1, за пенальті — 2:3).
20 квітня 2017 року команда стартувала в чемпіонаті Чернігівської області. У першому матчі, проведеному в Чернігові на стадіоні «Локомотив», «Десна-2» поступилася «Агродому» з Бахмача з рахунком 0:1. За підсумками сезону команда посіла 12-те місце серед 13 команд чемпіонату області. Після виходу «Десни» до Прем'єр-ліги у 2018 році футболісти «Десни-2» поповнили молодіжний та юнацький склади основної команди — учасників чемпіонатів серед команд U-21 і U-19.

## Відомі гравці
| - Андрій Федоренко (2008) - Олег Давидов (2008) - Юрій Комягін (2008) - Ігор Покаринін (2008) | - Теймураз Мчедішвілі (2008) - Віктор Литвин (2008) - Євгеній Белич (2017) |